# M18A1 Claymore-antipersoneelsmijn
De M18A1 Claymore is een gerichte antipersoneelsmijn, gebruikt door het leger van de Verenigde Staten. Hij is door zijn uitvinder (Norman A. Macleod) vernoemd naar het lange Schotse zwaard, de claymore.
Het verschil met een gebruikelijke landmijn is dat de Claymore op afstand te bedienen en naar de vijand te richten is.
Op het moment dat de Claymore afgaat, schiet hij een patroon metalen hagel af, zoals een riotgun of shotgun, met een bereik van 100 meter in een hoek van 60° voor het toestel. Hij wordt voornamelijk gebruikt in boobytraps en om een plaats of gebouw te beschermen tegen infiltratie van het vijandelijke leger. Hij kan ook gebruikt worden tegen ongepantserde voertuigen.
Het idee van de Claymore wordt in vele landen toegepast, waaronder sommige wel kopieën lijken van het Amerikaanse model.

## Beschrijving
De M18A1 Claymore bestaat uit een horizontaal hol staand, groen, plastic beschermkastje. Trainingversies zijn blauw. De vorm was ontworpen om het effectiefst te zijn op 50 meter afstand. Op het doosje staan de woorden "FRONT TOWARD ENEMY", wat betekent: "Voorkant naar vijand richten". Twee paar "schaarbenen" zijn vastgemaakt aan de bodem om de mijn te ondersteunen en maken het mogelijk de mijn verticaal op te stellen. Aan beide zijden zijn ontstekers gezet op 45 graden.
Aan de binnenzijde bestaat de mijn uit een laag van C-4-explosieven achter een scherm van ongeveer zevenhonderd (3,2 mm diameter) stalen balletjes.
Op het moment dat de M18A1 afgaat, jagen de explosieven de stalen kogeltjes naar buiten met een snelheid van 1200 m/s. De stalen kogels worden geprojecteerd in een waaier van 60°. Op een afstand van 50 meter is de projectie 2 meter hoog en 50 m breed. Door de kracht van de explosie worden de metalen kogels vervormd en zijn ze vergelijkbaar met een .22 Long Rifle-projectiel.
Het wapen en zijn accessoires kunnen gedragen worden in een patroontas aan een riem over de schouder.
In normale gevallen wordt de mijn ontstoken op het moment dat de vijand zich in een zone van 20 tot 30 meter van de mijn bevindt, om zo de meeste slachtoffers te maken. Een gecontroleerde ontsteking is mogelijk met behulp van detonator. Als de mijn gecontroleerd gebruikt wordt, kan hij als individueel wapen beschouwd worden.
De mijn kan op velerlei manieren tot ontsteking gebracht worden, zoals met behulp van een struikeldraad of zelfs met een tijdmechanisme, wat echter zelden gedaan wordt.

## Ontwikkeling
De ontwikkeling van de M18A1 dateert van de Tweede Wereldoorlog.
Na de massale Chinese aanvallen ten tijde van de Koreaanse Oorlog ontwikkelden Canada en de Verenigde Staten technieken om zich hiertegen te verweren. Canada kwam met een landmijn genaamd de "Phoenix", die het Misznay-Schardin-effect gebruikte om een lading stalen kubusjes af te vuren. De kubusjes werden afgevuurd met 2,2 kg van de springstof Composition B. Het model was door zijn omvang onpraktisch als infanteriewapen en weinig effectief door zijn maximale bereik van 20 tot 30 meter.
Rond 1952 begon Norman MacLeod in zijn bedrijf Explosive Research Corporation te werken aan een concept voor een kleine, richtbare mijn. Het is onduidelijk of Picatinny (een militair bedrijf van de Amerikaanse overheid) het concept van dit Canadese wapen overnam en aan Norman MacLeod vroeg het te ontwikkelen, of dat MacLeod met het idee kwam en het voorstelde aan Picatinny. Hoe dan ook, MacLeod kwam met het ontwerp voor de T-48, dat in grote lijnen overeenkwam met de definitieve M18A1, zij het dat er nog enkele details in het ontwerp ontbraken die de M18A1 zo effectief maakten. De mijn werd door het leger in gebruik genomen onder de naam M18 Claymore en er werden er ongeveer 10.000 van geproduceerd. Het wapen werd rond 1961 in geringe aantallen in Vietnam ingezet, maar pas na de komst van de verbeterde M18A1 zou deze mijn een wapen van betekenis worden.